# حسنت به‌اتفاق ملاحت جهان گرفت
غزلی با مطلعِ «حسنت به‌اتفاق ملاحت جهان گرفت» غزل شمارهٔ ۸۷ از دیوانِ حافظ در تصحیحِ محمد قزوینی و قاسم غنی است.

## در اجراها
محمّدرضا شجریان در برنامهٔ شمارهٔ ۸۵ از مجموعهٔ گل‌های تازه این غزل را در دستگاهِ شور اجرا کرده است.